# Ville-Savoye
Ville-Savoye is een gemeente in het Franse departement Aisne (regio Hauts-de-France) en telt 58 inwoners (2009). De plaats maakt deel uit van het arrondissement Soissons.

## Geografie
De oppervlakte van Ville-Savoye bedraagt 2,6 km², de bevolkingsdichtheid is dus 22,3 inwoners per km².
De onderstaande kaart toont de ligging van Ville-Savoye met de belangrijkste infrastructuur en aangrenzende gemeenten.

## Demografie
Onderstaande figuur toont het verloop van het inwonertal (bron: INSEE-tellingen).
Vanwege een beveiligingsprobleem met de MediaWiki Graph-software is het momenteel niet mogelijk deze grafiek weer te geven. Zodra de software is bijgewerkt zal de grafiek vanzelf weer zichtbaar worden.